# Euproctis conionipha
Euproctis conionipha är en fjärilsart som beskrevs av Collenette 1936. Euproctis conionipha ingår i släktet Euproctis och familjen tofsspinnare. Inga underarter finns listade i Catalogue of Life.